# Latarnia morska Southwold
Latarnia morska Southwold – latarnia morska położona w kurorcie Southwold w Suffolk. Latarnia jest wpisana na listę English Heritage. Położona jest pomiędzy latrnią Orfodness oraz latarnią morską Lowestoft.
Budowa latarni pod kierownictwem głównego inżyniera Trinity House Sir Jamesa Douglassa, rozpoczęła się w 1887 roku. Latarnia została zaprojektowana i zbudowana w celu zastąpienia latarni z Orford, która była zagrożona zniszczeniem w wyniku erozji brzegu. Latarnia rozpoczęła pracę 3 września 1890 roku. 
Latarnia została zelektryfikowana i zautomatyzowana w 1938 roku. W 2012 roku jej zasięg został zwiększony z 17 Mm do 24 Mm z powodu wycofania z użytkowania latarni Orfodness.
Obecnie latarnia służy także za muzeum i jest zarządzana przez Southwold Millennium Foundation.